# Araǰin Xowmb 1993
L'Araǰin Xowmb 1993 è stata la 2ª edizione della seconda serie del campionato armeno di calcio.

## Stagione

### Novità
Al termine della passata stagione, l'Araks Ararat è stato promosso in Bardsragujn chumb, e sono retrocesse nelle divisioni regionali Akhtala e Dvin Hrazdan. L'Urmia Masis ha cambiato denominazione in Masis. Il Kayen Ijevan ha cambiato denominazione in BMA Ijevan.
Dalla Bardsragujn chumb sono retrocesse Aznavour Noyemberyan, Debed, NIG Aparan, Yeghvard, Lori, Araks Armavir, Akhtamar e Alaškert.
Prima dell'inizio della stagione Alaškert, Geghard, Debed e NIG Aparan si sono ritirate dal torneo.

### Formula
Le ventiquattro squadre partecipanti, sono suddivise in due gruppi da dodici squadre ciascuno. La vincente di ciascun girone, viene promossa in Bardsragujn chumb 1994.

## Classifiche

### Gruppo 1
|  | Pos. | Squadra             | Pt | G  | V  | N | P  | GF | GS | DR  |
|  | ---- | ------------------- | -- | -- | -- | - | -- | -- | -- | --- |
|  | 1.   | Zangezour           | 34 | 22 | 16 | 2 | 4  | 46 | 19 | +27 |
|  | 2.   | Artashat            | 33 | 21 | 14 | 5 | 2  | 56 | 22 | +34 |
|  | 3.   | Eghvard             | 29 | 22 | 13 | 3 | 6  | 55 | 34 | +21 |
|  | 4.   | Akhtamar            | 29 | 21 | 13 | 3 | 5  | 45 | 18 | +27 |
|  | 5.   | FIMA-2              | 26 | 22 | 11 | 4 | 7  | 45 | 29 | +16 |
|  | 6.   | BMA Ijevan          | 23 | 21 | 9  | 5 | 7  | 35 | 29 | +6  |
|  | 7.   | Lernagorts Vardenis | 19 | 22 | 9  | 1 | 12 | 42 | 46 | -4  |
|  | 8.   | Masis               | 19 | 22 | 7  | 5 | 10 | 27 | 51 | -24 |
|  | 9.   | Momik               | 15 | 22 | 7  | 1 | 14 | 26 | 49 | -23 |
|  | 10.  | Mush Charentsavan   | 14 | 19 | 6  | 2 | 11 | 26 | 38 | -12 |
|  | 11.  | Almaz               | 9  | 20 | 3  | 3 | 14 | 20 | 47 | -27 |
|  | 12.  | RRUOR               | 4  | 20 | 1  | 2 | 17 | 12 | 57 | -45 |

Legenda:
      Promossa in  Bardsragujn chumb 1994
Note:
Due punti a vittoria, uno a pareggio, zero a sconfitta.

### Gruppo 2
|  | Pos. | Squadra          | Pt | G  | V  | N | P  | GF | GS | DR  |
|  | ---- | ---------------- | -- | -- | -- | - | -- | -- | -- | --- |
|  | 1.   | Lori             | 30 | 20 | 13 | 4 | 3  | 46 | 7  | +39 |
|  | 2.   | Aznavour         | 27 | 20 | 13 | 1 | 6  | 45 | 21 | +24 |
|  | 3.   | Araks Armavir    | 24 | 20 | 10 | 4 | 6  | 35 | 33 | +2  |
|  | 4.   | Karin            | 23 | 20 | 10 | 3 | 7  | 36 | 22 | +14 |
|  | 5.   | Aragats Gyumri   | 23 | 20 | 10 | 3 | 7  | 40 | 27 | +13 |
|  | 6.   | Dinamo Erevan    | 21 | 20 | 9  | 3 | 8  | 30 | 21 | +9  |
|  | 7.   | Avtogen Vanadzor | 21 | 20 | 8  | 5 | 7  | 30 | 32 | -2  |
|  | 8.   | Kumayri          | 18 | 20 | 5  | 8 | 7  | 22 | 26 | -4  |
|  | 9.   | Luys-Ararat      | 16 | 20 | 6  | 4 | 10 | 33 | 32 | +1  |
|  | 10.  | Tufagorts        | 12 | 20 | 5  | 2 | 13 | 28 | 63 | -35 |
|  | 11.  | Hachn            | 5  | 20 | 2  | 1 | 17 | 10 | 71 | -61 |
|  | 12.  | Sipan Artik      | 0  | –  | –  | – | –  | –  | –  | –   |

Legenda:
      Promossa in  Bardsragujn chumb 1994
      Esclusa a campionato in corso.
Note:
Due punti a vittoria, uno a pareggio, zero a sconfitta.